# Hypnum seminerve
Hypnum seminerve là một loài Rêu trong họ Hypnaceae. Loài này được (Kunze ex Schwägr.) Müll. Hal. mô tả khoa học đầu tiên năm 1851.